# Longitarsus ochroleucus
Longitarsus ochroleucus är en skalbaggsart som först beskrevs av Thomas Marsham 1802.  Longitarsus ochroleucus ingår i släktet Longitarsus, och familjen bladbaggar. Enligt den svenska rödlistan är arten nära hotad i Sverige. Arten förekommer i Götaland, Gotland, Öland och Svealand. Artens livsmiljö är jordbrukslandskap, havsstränder, stadsmiljö.